# Treang
Treang es uno de los diez distritos que forman la provincia camboyana de Takéo, con una población estimada en marzo de 2008 de 99 033 habitantes. Está dividido en las siguientes  comunas (khum), que se muestran asimismo con población estimada de 2008:
- Angkanh 5,385
- Angk Kaev 3,699
- Angk Khnaor 3,902
- Chi Khmar 4,548
- Khvav 9,218
- Prambei Mom 7,206
- Prey Sloek 10,555
- Roneam 7,906
- Sambuor 12,037
- Sanlung 5,118
- Smaong 5,295
- Srangae 9,019
- Thlok 10,308
- Tralach 4,837[1]